# Ministério da Economia e do Emprego
O Ministério da Economia e do Emprego (MEE) foi o departamento do Governo de Portugal que tinha por missão a concepção, execução e avaliação das políticas de crescimento do emprego sustentável, competitividade, inovação, internacionalização e comércio externo, investimento estrangeiro, relações de trabalho, formação profissional, energia e geologia, turismo, defesa dos consumidores, obras públicas, transportes e comunicações.
O MEE foi criado no âmbito do objetivo, do XIX Governo Constitucional, de implementar uma política de redução do número de departamentos governamentais, resultando da fusão dos anteriores ministérios da Economia, Inovação e Desenvolvimento e das Obras Públicas Transportes e Comunicações, bem como da área de emprego e formação profissional do anterior Ministério do Trabalho e da Solidariedade Social.
Acabou por ser desmantelado em 2013, passando a pasta do Emprego para o novo Ministério da Solidariedade, Emprego e Segurança Social e a pasta da energia para o novo Ministério do Ambiente, Ordenamento do Território e Energia.

## Organização
O Ministério da Economia e do Emprego compreende os seguintes membros do Governo:
- Ministro da Economia e do Emprego,
  - Secretário de Estado do Emprego,[2]
  - Secretário de Estado do Empreendedorismo, Competitividade e Inovação,[2]
  - Secretário de Estado das Obras Públicas, Transportes e Comunicações,[2]
  - Secretário de Estado da Energia,[2]
  - Secretária de Estado do Turismo.[2]